# Arouva
Arouva é um gênero de mariposa pertencente à família Crambidae.